# Lordosi
La lordosi (dal greco λόρδωσις, "lordosi" o "curvatura", "piegamento"; derivato di λορδόω, "curvarsi", "piegarsi") è caratterizzata da un infossamento profondo della  colonna vertebrale nella regione lombare e cervicale, che proietta il bacino e il rachide cervicale verso i punti di baricentro del corpo.
In una colonna vertebrale normale troviamo due tipi di curve, osservandola sul piano sagittale mediano: 
- la lordosi cervicale e la lordosi lombare;
- la cifosi toracica e la cifosi sacrale.

In direzione cranio-caudale quindi troviamo una lordosi cervicale, poi la lunga cifosi toracica, che prosegue fino alla zona lombare.
in seguito abbiamo la lordosi lombare ed infine la piccola cifosi sacro-coccigea.
Queste curve sono determinate dal diverso spessore di corpi e dischi vertebrali tra la loro parte anteriore e posteriore.
È proprio l'alternanza di queste quattro curve a dare alla colonna importanti proprietà elastiche e resistive, molto superiori a quelle di un'ipotetica colonna dorsale completamente dritta.